# Antonin de Carpentras
 (janvier 2012).
Si vous disposez d'ouvrages ou d'articles de référence ou si vous connaissez des sites web de qualité traitant du thème abordé ici, merci de compléter l'article en donnant les références utiles à sa vérifiabilité et en les liant à la section « Notes et références ».
Pour les articles homonymes, voir Saint Antonin.
Antonin de Carpentras est né au début du Ve siècle, attiré vers la vie monastique, il devint moine à l'Abbaye de Lérins, il fut ensuite élevé au siège épiscopat de la ville de Carpentras (Vaucluse, France), dans le Comtat venaissin. Il mourut en 473.
Canonisé par l'Église Catholique et Orthodoxe, il est célébré le 13 septembre en Occident, comme en Orient[réf. souhaitée].